# TT Pro League 2013/14
Die TT Pro League 2013/14 war die 15. Spielzeit der höchsten nationalen Fußballwettbewerbs Trinidad und Tobagos für Männer. Die Saison begann am 13. September 2013 und endete am 13. Mai 2014. Es nahmen insgesamt neun Mannschaften am Spielbetrieb teil.
Titelverteidiger war Defence Force FC, die in diesem Jahr den dritten Platz belegen konnten. Neuer Meister wurde W Connection.

## Modus
Die Teams traten jeweils dreimal gegeneinander an. Wegen der ungeraden Anzahl an Teams hatte jede Mannschaft dreimal spielfrei, sodass es insgesamt zu 27 Spieltagen kam.
Die beiden erstplatzierten Teams qualifizierten sich für die CFU Club Championship 2015.

## Abschlusstabelle
| Pl.                                | Verein                    | Sp. | S  | U | N  | Tore    | Diff. | Punkte |
| ---------------------------------- | ------------------------- | --- | -- | - | -- | ------- | ----- | ------ |
| 1.                                 | W Connection              | 24  | 14 | 8 | 2  | 051:190 | +32   | 50     |
| 2.                                 | Central FC                | 24  | 12 | 9 | 3  | 049:210 | +28   | 45     |
| 3.                                 | Defence Force FC (M)      | 24  | 14 | 3 | 7  | 047:320 | +15   | 45     |
| 4.                                 | Point Fortin Civic Centre | 24  | 13 | 3 | 8  | 037:250 | +12   | 42     |
| 5.                                 | North East Stars FC       | 24  | 12 | 6 | 6  | 028:170 | +11   | 42     |
| 6.                                 | Caledonia AIA             | 24  | 7  | 7 | 10 | 034:380 | −4    | 28     |
| 7.                                 | Police FC                 | 24  | 8  | 3 | 13 | 030:450 | −15   | 27     |
| 8.                                 | San Juan Jabloteh         | 24  | 4  | 4 | 16 | 023:530 | −30   | 16     |
| 9.                                 | St. Ann’s Rangers         | 24  | 2  | 1 | 21 | 019:680 | −49   | 07     |
| Quelle: rsssf.org, Stand: Endstand |                           |     |    |   |    |         |       |        |

(M) – amtierender Meister der Saison 2012/13

## Torschützenliste
| Rang | Spieler            | Verein             | Tore |
| ---- | ------------------ | ------------------ | ---- |
| 1    | Marcus Joseph      | Point Fortin Civic | 16   |
| 2    | Trevin Caesar      | North East Stars   | 14   |
| 2    | Joevin Jones       | W Connection       | 14   |
| 2    | Willis Plaza       | Central FC         | 14   |
| 5    | Josimar Belgrave   | Defence Force      | 12   |
| 6    | Devorn Jorsling    | Defence Force      | 10   |
| 7    | Kerry Baptiste     | San Juan Jabloteh  | 8    |
| 7    | Jason Marcano      | Central FC         | 8    |
| 9    | Densill Theobald   | Caledonia AIA      | 7    |
| 10   | Elijah Belgrave    | Police             | 6    |
| 10   | Jerwyn Balthazar   | Defence Force      | 6    |
| 10   | Keyon Edwards      | Caledonia AIA      | 6    |
| 10   | Jameel Perry       | Police             | 6    |
| 10   | Rundell Winchester | Central FC         | 6    |